# Liga Europejska w piłce siatkowej mężczyzn 2012
9. edycja Ligi Europejskiej siatkarzy rozpoczęła się 24 maja 2012 roku, a zakończyła 1 lipca 2012 roku. W fazie grupowej wystąpiło 10 drużyn podzielonych na 2 grupy.

## Uczestnicy
| Grupa A                                | Grupa B                                |
| -------------------------------------- | -------------------------------------- |
| Dania Grecja Izrael Słowacja Hiszpania | Austria Czechy Holandia Rumunia Turcja |

## Grupa A
| Lp. | Drużyna   | Pkt | Mecze | Mecze  | Mecze | Sety | Sety | Sety  | Małe punkty | Małe punkty | Małe punkty |
| Lp. | Drużyna   | Pkt | M     | W      | P     | wyg. | prz. | ratio | zdob.       | str.        | ratio       |
| --- | --------- | --- | ----- | ------ | ----- | ---- | ---- | ----- | ----------- | ----------- | ----------- |
| 1   | Hiszpania | 30  | 12    | 11 (4) | 1 (1) | 35   | 15   | 2.333 | 1160        | 1051        | 1.104       |
| 2   | Słowacja  | 23  | 12    | 7 (1)  | 5 (3) | 29   | 19   | 1.526 | 1103        | 1029        | 1.072       |
| 3   | Izrael    | 14  | 12    | 5 (2)  | 7 (1) | 20   | 27   | 0.741 | 1059        | 1096        | 0.966       |
| 4   | Dania     | 14  | 12    | 4 (1)  | 8 (3) | 19   | 28   | 0.679 | 1009        | 1077        | 0.937       |
| 5   | Grecja    | 9   | 12    | 3 (2)  | 9 (2) | 17   | 31   | 0.548 | 1024        | 1101        | 0.930       |

Źródło: cev.lu
Punktacja: 3:0 i 3:1 – 3 pkt; 3:2 – 2 pkt; 2:3 – 1 pkt; 1:3 i 0:3 – 0 pkt
Zasady ustalania kolejności: 1. liczba punktów; 2. liczba zwycięstw; 3. stosunek setów; 4. stosunek małych punktów; 5. bilans w bezpośrednich meczach

### Wyniki spotkań
Kolejka 1 -  Katerini
| Data  | Godz. | Drużyna 1 | Wynik | Drużyna 2 | 1     | 2     | 3     | 4     | 5     | Widzów | * |
| ----- | ----- | --------- | ----- | --------- | ----- | ----- | ----- | ----- | ----- | ------ | - |
| 24.05 | 18:00 | Izrael    | 0:3   | Słowacja  | 20:25 | 22:25 | 27:29 |       |       | 175    | 1 |
| 24.05 | 20:30 | Hiszpania | 3:0   | Grecja    | 25:21 | 25:20 | 25:19 |       |       | 800    | 2 |
| 25.05 | 18:00 | Słowacja  | 1:3   | Hiszpania | 20:25 | 25:19 | 19:25 | 21:25 |       | 150    | 3 |
| 25.05 | 20:30 | Grecja    | 3:0   | Izrael    | 26:24 | 25:20 | 25:19 |       |       | 850    | 4 |
| 26.05 | 18:00 | Hiszpania | 3:0   | Izrael    | 25:22 | 28:26 | 27:25 |       |       | 200    | 5 |
| 26.05 | 20:30 | Słowacja  | 2:3   | Grecja    | 23:25 | 25:21 | 25:20 | 21:25 | 10:15 | 900    | 6 |

Kolejka 2 -  Teruel
| Data  | Godz. | Drużyna 1 | Wynik | Drużyna 2 | 1     | 2     | 3     | 4     | 5     | Widzów | *  |
| ----- | ----- | --------- | ----- | --------- | ----- | ----- | ----- | ----- | ----- | ------ | -- |
| 01.06 | 17:00 | Grecja    | 0:3   | Słowacja  | 18:25 | 19:25 | 18:25 |       |       | 150    | 7  |
| 01.06 | 20:00 | Hiszpania | 3:2   | Dania     | 25:18 | 23:25 | 20:25 | 25:14 | 15:11 | 1 300  | 8  |
| 02.06 | 15:00 | Dania     | 3:2   | Słowacja  | 19:25 | 25:20 | 22:25 | 25:19 | 15:13 | 100    | 9  |
| 02.06 | 18:00 | Hiszpania | 3:1   | Grecja    | 27:29 | 25:19 | 25:15 | 25:22 |       | 1 500  | 10 |
| 03.06 | 15:00 | Grecja    | 0:3   | Dania     | 21:25 | 26:28 | 23:25 |       |       | 150    | 11 |
| 03.06 | 18:00 | Słowacja  | 2:3   | Hiszpania | 26:24 | 25:23 | 17:25 | 23:25 | 11:15 | 1 600  | 12 |

Kolejka 3 -  Ra’ananna
| Data  | Godz. | Drużyna 1 | Wynik | Drużyna 2 | 1     | 2     | 3     | 4     | 5     | Widzów | *  |
| ----- | ----- | --------- | ----- | --------- | ----- | ----- | ----- | ----- | ----- | ------ | -- |
| 08.06 | 17:00 | Izrael    | 3:0   | Dania     | 25:22 | 25:18 | 25:20 |       |       | 420    | 13 |
| 08.06 | 19:30 | Słowacja  | 3:1   | Grecja    | 25:19 | 24:26 | 25:12 | 25:19 |       | 50     | 14 |
| 09.06 | 17:00 | Dania     | 0:3   | Słowacja  | 24:26 | 21:25 | 22:25 |       |       | 40     | 15 |
| 09.06 | 19:30 | Grecja    | 1:3   | Izrael    | 21:25 | 24:26 | 25:22 | 19:25 |       | 350    | 16 |
| 10.06 | 17:00 | Dania     | 3:1   | Grecja    | 25:20 | 25:18 | 22:25 | 26:24 |       | 100    | 17 |
| 10.06 | 19:30 | Izrael    | 2:3   | Słowacja  | 17:25 | 26:24 | 24:26 | 27:25 | 14:16 | 350    | 18 |

Kolejka 4 -  Gentofte
| Data  | Godz. | Drużyna 1 | Wynik | Drużyna 2 | 1     | 2     | 3     | 4     | 5     | Widzów | *  |
| ----- | ----- | --------- | ----- | --------- | ----- | ----- | ----- | ----- | ----- | ------ | -- |
| 15.06 | 16:30 | Grecja    | 2:3   | Izrael    | 29:31 | 21:25 | 25:16 | 25:18 | 7:15  | 150    | 19 |
| 15.06 | 19:00 | Dania     | 0:3   | Hiszpania | 20:25 | 20:25 | 22:25 |       |       | 700    | 20 |
| 16.06 | 16:00 | Izrael    | 1:3   | Hiszpania | 16:25 | 26:24 | 24:26 | 23:25 |       | 150    | 21 |
| 16.06 | 18:30 | Grecja    | 3:2   | Dania     | 25:19 | 23:25 | 25:20 | 23:25 | 15:13 | 700    | 22 |
| 17.06 | 16:00 | Dania     | 3:1   | Izrael    | 25:22 | 25:19 | 18:25 | 25:17 |       | 500    | 23 |
| 17.06 | 18:30 | Hiszpania | 3:2   | Grecja    | 25:18 | 25:21 | 20:25 | 17:25 | 15:13 | 150    | 24 |

Kolejka 5 -  Koszyce
| Data  | Godz. | Drużyna 1 | Wynik | Drużyna 2 | 1     | 2     | 3     | 4     | 5     | Widzów | *  |
| ----- | ----- | --------- | ----- | --------- | ----- | ----- | ----- | ----- | ----- | ------ | -- |
| 22.06 | 15:00 | Izrael    | 3:2   | Hiszpania | 24:26 | 25:23 | 20:25 | 25:19 | 15:8  | 500    | 25 |
| 22.06 | 17:30 | Słowacja  | 3:0   | Dania     | 25:15 | 25:15 | 25:23 |       |       | 1 000  | 26 |
| 23.06 | 15:00 | Hiszpania | 3:2   | Dania     | 25:16 | 25:27 | 23:25 | 25:17 | 15:13 | 300    | 27 |
| 23.06 | 17:30 | Izrael    | 1:3   | Słowacja  | 23:25 | 16:25 | 25:22 | 20:25 |       | 1 200  | 28 |
| 24.06 | 15:00 | Dania     | 1:3   | Izrael    | 25:23 | 23:25 | 25:27 | 26:28 |       | 200    | 29 |
| 24.06 | 17:30 | Słowacja  | 1:3   | Hiszpania | 19:25 | 23:25 | 25:21 | 26:28 |       | 1 500  | 30 |

## Grupa B
| Lp. | Drużyna  | Pkt | Mecze | Mecze  | Mecze | Sety | Sety | Sety  | Małe punkty | Małe punkty | Małe punkty |
| Lp. | Drużyna  | Pkt | M     | W      | P     | wyg. | prz. | ratio | zdob.       | str.        | ratio       |
| --- | -------- | --- | ----- | ------ | ----- | ---- | ---- | ----- | ----------- | ----------- | ----------- |
| 1   | Holandia | 29  | 12    | 10 (1) | 2 (0) | 31   | 11   | 2.818 | 984         | 895         | 1.099       |
| 2   | Czechy   | 20  | 12    | 6 (0)  | 6 (2) | 25   | 20   | 1.250 | 1008        | 965         | 1.045       |
| 3   | Turcja   | 16  | 12    | 5 (1)  | 7 (2) | 22   | 24   | 0.917 | 990         | 1015        | 0.975       |
| 4   | Austria  | 13  | 12    | 5 (3)  | 7 (1) | 20   | 28   | 0.714 | 1050        | 1076        | 0.976       |
| 5   | Rumunia  | 12  | 12    | 4 (0)  | 8 (0) | 12   | 27   | 0.444 | 861         | 942         | 0.914       |

Źródło: cev.lu
Punktacja: 3:0 i 3:1 – 3 pkt; 3:2 – 2 pkt; 2:3 – 1 pkt; 1:3 i 0:3 – 0 pkt
Zasady ustalania kolejności: 1. liczba punktów; 2. liczba zwycięstw; 3. stosunek setów; 4. stosunek małych punktów; 5. bilans w bezpośrednich meczach

### Wyniki spotkań
Kolejka 1 -  Piatra Neamț
| Data  | Godz. | Drużyna 1 | Wynik | Drużyna 2 | 1     | 2     | 3     | 4     | 5 | Widzów | * |
| ----- | ----- | --------- | ----- | --------- | ----- | ----- | ----- | ----- | - | ------ | - |
| 25.05 | 17:00 | Czechy    | 3:0   | Turcja    | 25:17 | 25:16 | 25:21 |       |   | 150    | 1 |
| 25.05 | 19:30 | Rumunia   | 0:3   | Holandia  | 26:28 | 24:26 | 19:25 |       |   | 350    | 2 |
| 26.05 | 17:00 | Turcja    | 0:3   | Holandia  | 19:25 | 23:25 | 16:25 |       |   | 200    | 3 |
| 26.05 | 19:30 | Czechy    | 3:0   | Rumunia   | 25:16 | 25:20 | 25:21 |       |   | 450    | 4 |
| 27.05 | 17:00 | Holandia  | 1:3   | Czechy    | 25:17 | 12:25 | 19:25 | 18:25 |   | 300    | 5 |
| 27.05 | 19:30 | Rumunia   | 3:1   | Turcja    | 23:25 | 27:25 | 25:17 | 25:23 |   | 650    | 6 |

Kolejka 2 -  Stambuł
| Data  | Godz. | Drużyna 1 | Wynik | Drużyna 2 | 1     | 2     | 3     | 4     | 5     | Widzów | *  |
| ----- | ----- | --------- | ----- | --------- | ----- | ----- | ----- | ----- | ----- | ------ | -- |
| 01.06 | 17:30 | Holandia  | 3:0   | Rumunia   | 25:18 | 25:18 | 25:23 |       |       | 80     | 7  |
| 01.06 | 20:00 | Turcja    | 1:3   | Austria   | 22:25 | 25:21 | 16:25 | 17:25 |       | 150    | 8  |
| 02.06 | 17:30 | Holandia  | 3:2   | Austria   | 25:23 | 26:28 | 25:22 | 19:25 | 15:12 | 100    | 9  |
| 02.06 | 20:00 | Rumunia   | 0:3   | Turcja    | 26:28 | 17:25 | 20:25 |       |       | 250    | 10 |
| 03.06 | 17:30 | Austria   | 3:0   | Rumunia   | 25:16 | 25:21 | 25:16 |       |       | 100    | 11 |
| 03.06 | 20:00 | Turcja    | 3:0   | Holandia  | 25:15 | 25:23 | 25:21 |       |       | 250    | 12 |

Kolejka 3 -  Jablonec nad Nysą
| Data  | Godz. | Drużyna 1 | Wynik | Drużyna 2 | 1     | 2     | 3     | 4     | 5     | Widzów | *  |
| ----- | ----- | --------- | ----- | --------- | ----- | ----- | ----- | ----- | ----- | ------ | -- |
| 08.06 | 14:00 | Czechy    | 3:1   | Austria   | 23:25 | 30:25 | 25:20 | 25:20 |       | 400    | 13 |
| 08.06 | 17:00 | Turcja    | 3:0   | Rumunia   | 25:19 | 25:22 | 25:23 |       |       | 100    | 14 |
| 09.06 | 14:00 | Turcja    | 3:1   | Czechy    | 25:23 | 21:25 | 25:19 | 25:16 |       | 1 500  | 15 |
| 09.06 | 17:00 | Rumunia   | 3:1   | Austria   | 25:20 | 21:25 | 25:22 | 25:17 |       | 100    | 16 |
| 10.06 | 15:15 | Czechy    | 0:3   | Rumunia   | 18:25 | 23:25 | 24:26 |       |       | 1 000  | 17 |
| 10.06 | 18:00 | Austria   | 3:2   | Turcja    | 20:25 | 25:19 | 25:15 | 14:25 | 15:13 | 100    | 18 |

Kolejka 4 -  Rotterdam
| Data  | Godz. | Drużyna 1 | Wynik | Drużyna 2 | 1     | 2     | 3     | 4     | 5     | Widzów | *  |
| ----- | ----- | --------- | ----- | --------- | ----- | ----- | ----- | ----- | ----- | ------ | -- |
| 15.06 | 17:00 | Rumunia   | 0:3   | Czechy    | 21:25 | 20:25 | 20:25 |       |       | 100    | 19 |
| 15.06 | 19:30 | Holandia  | 3:0   | Austria   | 25:15 | 25:14 | 25:22 |       |       | 500    | 20 |
| 16.06 | 16:00 | Czechy    | 2:3   | Austria   | 25:27 | 25:20 | 21:25 | 25:21 | 15:17 | 250    | 21 |
| 16.06 | 18:30 | Rumunia   | 0:3   | Holandia  | 19:25 | 25:27 | 23:25 |       |       | 1 100  | 22 |
| 17.06 | 15:00 | Holandia  | 3:1   | Czechy    | 16:25 | 25:20 | 25:12 | 25:22 |       | 1 000  | 23 |
| 17.06 | 17:30 | Austria   | 1:3   | Rumunia   | 25:15 | 23:25 | 19:25 | 27:29 |       | 100    | 24 |

Kolejka 5 -  Hard
| Data  | Godz. | Drużyna 1 | Wynik | Drużyna 2 | 1     | 2     | 3     | 4     | 5     | Widzów | *  |
| ----- | ----- | --------- | ----- | --------- | ----- | ----- | ----- | ----- | ----- | ------ | -- |
| 21.06 | 17:25 | Turcja    | 2:3   | Austria   | 25:22 | 22:25 | 25:21 | 19:25 | 10:15 | 750    | 25 |
| 21.06 | 20:20 | Czechy    | 1:3   | Holandia  | 25:23 | 20:25 | 15:25 | 14:25 |       | 100    | 26 |
| 22.06 | 17:25 | Austria   | 0:3   | Holandia  | 25:27 | 21:25 | 21:25 |       |       | 450    | 27 |
| 22.06 | 20:20 | Turcja    | 3:2   | Czechy    | 9:25  | 25:16 | 18:25 | 25:22 | 15:11 | 220    | 28 |
| 23.06 | 17:25 | Austria   | 0:3   | Czechy    | 18:25 | 25:27 | 20:25 |       |       | 550    | 29 |
| 23.06 | 20:20 | Holandia  | 3:1   | Turcja    | 27:25 | 17:25 | 25:23 | 25:21 |       | 350    | 30 |

## Final Four

### Drużyny zakwalifikowane
| Reprezentacja | Sposób kwalifikacji   | Liczba występów w Final Four | Najlepszy wynik         | Ostatni występ |
| ------------- | --------------------- | ---------------------------- | ----------------------- | -------------- |
| Hiszpania     | 1. miejsce w grupie A | 5                            | 1. miejsce - 2007       | 2011           |
| Holandia      | 1. miejsce w grupie B | 4                            | 1. miejsce - 2006       | 2008           |
| Słowacja      | 2. miejsce w grupie A | 5                            | 1. miejsce - 2008, 2011 | 2011           |
| Turcja        | Gospodarz             | 4                            | 3. miejsce - 2008, 2010 | 2010           |

### Drabinka
|  |                    |           |           |                   |   |          |          |       |
|  | Półfinały          | Półfinały | Półfinały |                   |   | Finał    | Finał    | Finał |
|  | Półfinały          | Półfinały | Półfinały |                   |   | Finał    | Finał    | Finał |
|  | 30 czerwca, Ankara |           |           |                   |   |          |          |       |
|  |                    |           |           |                   |   |          |          |       |
|  | Holandia           | Holandia  | 3         |                   |   |          |          |       |
|  | Holandia           | Holandia  | 3         | 1 lipca, Ankara   |   |          |          |       |
|  | Słowacja           | Słowacja  | 0         |                   |   |          |          |       |
|  | Słowacja           | Słowacja  | 0         |                   |   | Holandia | Holandia | 3     |
|  | 30 czerwca, Ankara |           |           |                   |   | Holandia | Holandia | 3     |
|  |                    |           | Turcja    | Turcja            | 2 |          |          |       |
|  | Turcja             | Turcja    | Turcja    | Turcja            | 2 | 3        |          |       |
|  | Turcja             | Turcja    |           |                   |   |          |          |       |
|  | Hiszpania          | Hiszpania | 2         |                   |   |          |          |       |
|  | Hiszpania          | Hiszpania | 2         | Mecz o 3. miejsce |   |          |          |       |
|  |                    |           |           |                   |   |          |          |       |
|  | 1 lipca, Ankara    |           |           |                   |   |          |          |       |
|  |                    |           |           |                   |   |          |          |       |
|  | Słowacja           | Słowacja  | 1         |                   |   |          |          |       |
|  | Słowacja           | Słowacja  | 1         |                   |   |          |          |       |
|  | Hiszpania          | Hiszpania | 3         |                   |   |          |          |       |
|  | Hiszpania          | Hiszpania | 3         |                   |   |          |          |       |

## Półfinały
| Data  | Godz. | Drużyna 1 | Wynik | Drużyna 2 | 1     | 2     | 3     | 4     | 5     | Widzów | * |
| ----- | ----- | --------- | ----- | --------- | ----- | ----- | ----- | ----- | ----- | ------ | - |
| 30.06 | 15:00 | Holandia  | 3:0   | Słowacja  | 25:15 | 25:23 | 26:24 |       |       | 400    | 1 |
| 30.06 | 17.30 | Turcja    | 3:2   | Hiszpania | 28:26 | 25:13 | 24:26 | 20:25 | 18:16 | 2 800  | 2 |

## Mecz o 3 miejsce
| Data  | Godz. | Drużyna 1 | Wynik | Drużyna 2 | 1     | 2     | 3     | 4     | 5 | Widzów | * |
| ----- | ----- | --------- | ----- | --------- | ----- | ----- | ----- | ----- | - | ------ | - |
| 01.07 | 13:30 | Słowacja  | 1:3   | Hiszpania | 26:28 | 29:27 | 20:25 | 26:28 |   | 250    | 3 |

## Finał
| Data  | Godz. | Drużyna 1 | Wynik | Drużyna 2 | 1     | 2     | 3     | 4     | 5     | Widzów | * |
| ----- | ----- | --------- | ----- | --------- | ----- | ----- | ----- | ----- | ----- | ------ | - |
| 01.07 | 16:00 | Holandia  | 3:2   | Turcja    | 25:16 | 25:15 | 22:25 | 23:25 | 26:24 |        | 4 |

| ZWYCIĘZCA LIGI EUROPEJSKIEJ SIATKARZY |
| ------------------------------------- |
| Holandia 2. TYTUŁ                     |

## Klasyfikacja końcowa
| Miejsce | Reprezentacja |
| ------- | ------------- |
| złoto   | Holandia      |
| srebro  | Turcja        |
| brąz    | Hiszpania     |
| 4       | Słowacja      |
| 5       | Czechy        |
| 6       | Izrael        |
| 7       | Dania         |
| 8       | Austria       |
| 9       | Rumunia       |
| 10      | Grecja        |

## Nagrody indywidualne[1]
| Najlepszy zawodnik (MVP) | Najlepszy punktujący | Najlepszy atakujący | Najlepszy blokujący       | Najlepszy zagrywający | Najlepszy libero | Najlepszy rozgrywający | Najlepszy przyjmujący     |
| ------------------------ | -------------------- | ------------------- | ------------------------- | --------------------- | ---------------- | ---------------------- | ------------------------- |
| Emre Batur               | Serhat Coşkun        | Ibán Pérez          | Jorge Fernández Valcarcel | Nimir Abdel-Aziz      | Gijs Jorna       | Nimir Abdel-Aziz       | Gustavo Delgado Escribano |